# 雷 (村上市)
雷（いかづち）は、新潟県村上市にある大字。
出羽街道山通りが通った地域で、冬になると2、3メートル積もる豪雪地帯。戊辰戦争の際、激しい銃撃戦の舞台となった地でもある。1958年（昭和33年）は53世帯で人口280人であったが、現在は人口が減少し27世帯（日本人26/複数国籍1）人口70人（男34/女36）となっている（2021年7月1日時点）。

## 地理

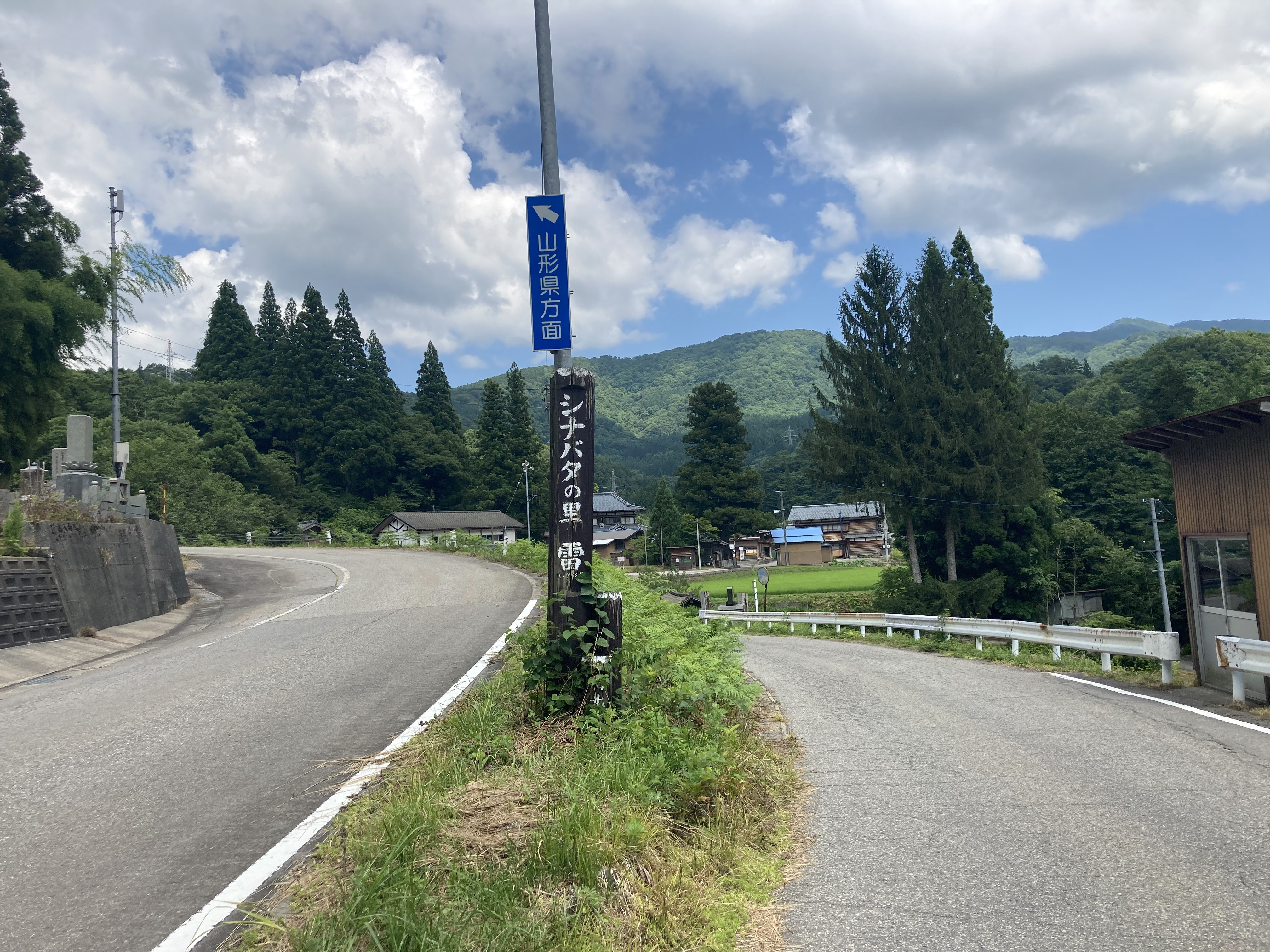
雷集落の入り口

大川の支流小俣川の上流域の雷川と向川の合流地点に位置し、北側は山形県と接している。出羽街道が通っていて北方の雷峠を越えると出羽国関川（現在の山形県鶴岡市関川）に通ずる。地名の由来は、高地にある部落のため雷が鳴ると大きく聞こえるからではないかといわれている。

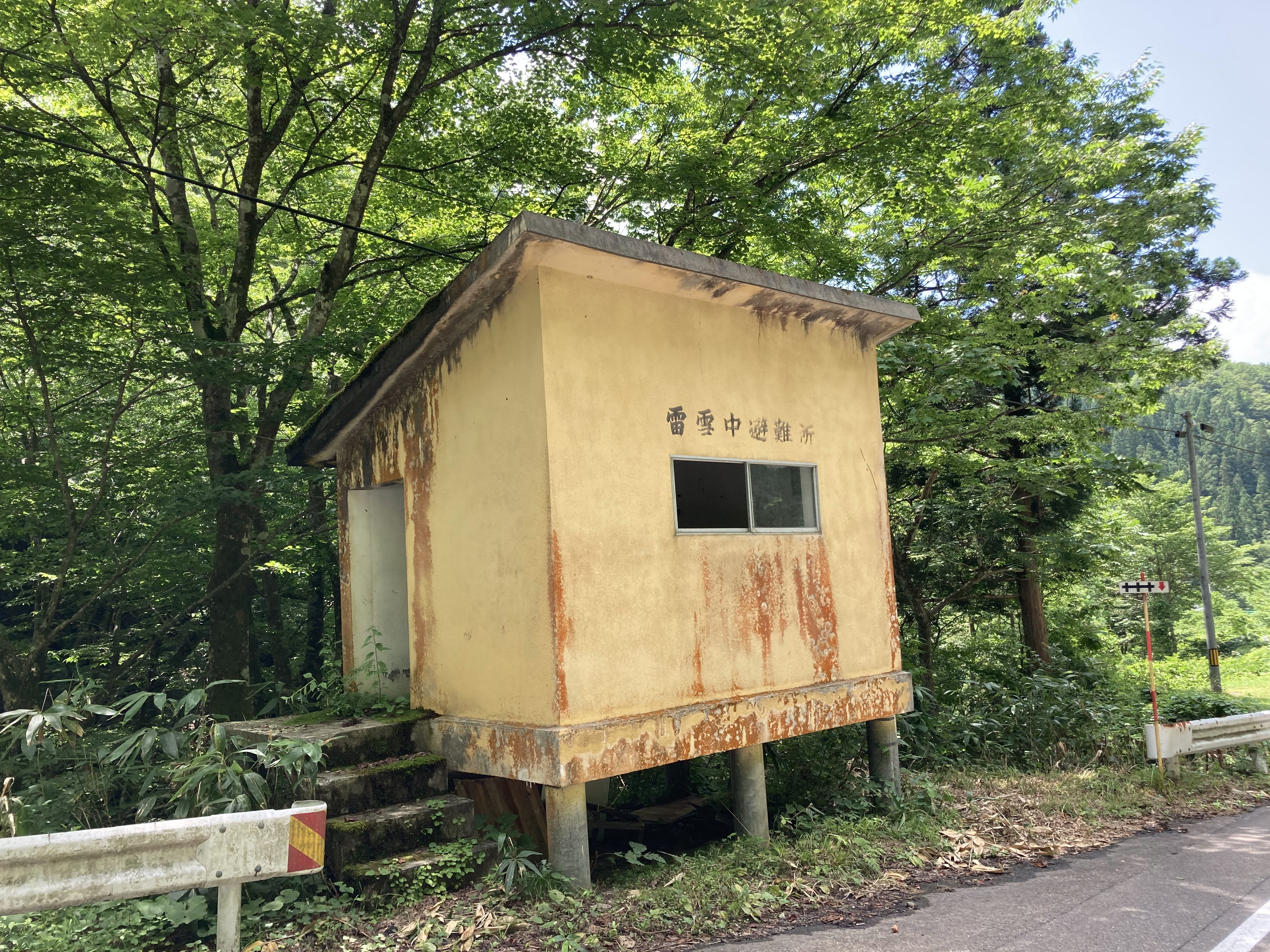
スノーシェド前の雷雪中避難所

冬季は例年雪が2、3メートル積もる豪雪地帯のため、雷集落の入り口にはへつり（急斜面）があり雪崩が懸念される難所があった。そのため、冬の期間は標高300メートルのコザサ山を超える必要があった。県道に昇格した後、この難所にはスノーシェッドが設置されたため問題は解消された。

## 歴史

### 旧石器時代 - 中世
縄文時代の遺跡が発見されており、この時期には人が住んでいた。また、集落の起源は鎌倉時代で大滝太治衛門の先祖が草分け（開拓者）とされている。

### 近世

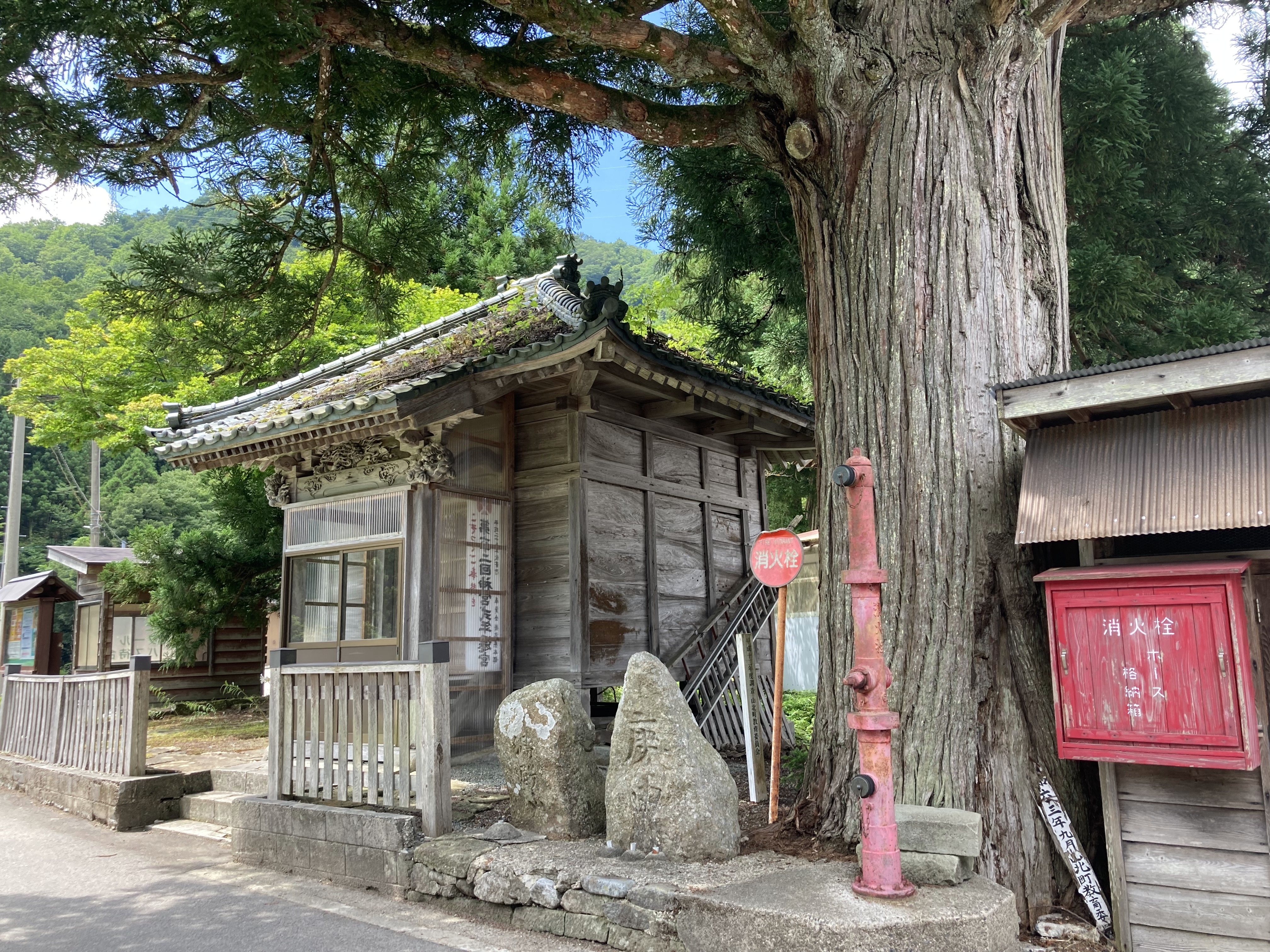
雷の山神社と大杉

慶長検地の際は「いかづち・北いかづち（いかづちのは）」と2つの村として記録されていたが、1655年 - 1658年の明暦検地以降は2つの村は1つの村として行政的に記録されるようになった。雷川を挟み2つの集落があり、北は大村と呼ばれる30軒ほどの集落で、南は小村と呼ばれる9軒の小規模な集落であった。両集落はどちらも自分の村を雷呼び、対岸の村を向村と呼んでいた。以前は集落行事はそれぞれで行われており、神社もそれぞれにあった。大村には山神社、小村にはオーサトサマという神社があったが大正元年ごろにその他の2つの社とともに山神神社に合祀したとされている。
山間部のため農業をするには非常に厳しい環境で、短い日照時間と肥料らしい肥料を使わなかったため稲作は生産量が少なかった。村に残る史料から、検地の石盛が低かったことが分かり、雷は昭和初期でも良い年で一石二斗、不作の年には一石にも満たない状態であった。そのため農民は厳しい生活を強いられていて、家や田畑を捨て村を逃げ出す農民がいた。越後国郡絵図では江戸時代直前には23軒の家数とあったが、64年後の1662年（寛文2年）には13件と減っていて、雷村では昔から長く続く家が非常に少ない。1663年（寛文3年）に村上藩から庄内藩へ逃亡した農家を返して欲しいと願った際の調査書には、雷村から逃亡した農民も3名載っていた。茂右衛門、惣右衛門、加右衛門の名で他に家族の人数も記されており計17名であった。
前述した通り、地理的問題から農業以外でも稼がなければ生活ができなかった。1789年（寛政元年）の明細帳には、雷では農業の合間に薪を切り出し、府屋の浜へ流し、よそへ売り生活の足しにしていたとある。山北では、薪を「塩木」と呼んでいたため、山から薪を切り出すことを「塩木切り」と呼んでいた。
江戸前期の村上領内関所が記されている「村上十五万石御領内緒書留帳」に出羽街道の枝道の雷村にも口留関所が設けられていたとある。また、山北の口留番所の中で唯一「雷口留番所」の記録だけが番所役人の子孫の伊藤六助の家に残っている。堀直寄が藩主を務めた時期（1618年-1636年）に芦川助右衛門と清水九右衛門の2名が番所に詰めていたとこの伊藤家文書「雷番所由来」に残っているため、この時期にはあったとされる。これは山北町の文化財に指定されていた。記録によると、雷口留番所は村上藩により江戸時代初期に設けられたが、1709年（宝永6年）に山北が村上藩領でなくなった時に廃止されたとあり、建物の造りは六間と三間の板屋で、19坪が板敷き、11坪が土間であった。また、村上藩の郡奉行の指示で武器・鉛・蝋・漆・熊の皮を他領へ出すことと、米・大豆・雑穀などを他領から入れることを禁じていた。
1853年（嘉永6年）にペリーが来航したことで、幕府や藩が防衛体制をととのえる為に莫大な軍用金が必要になった。そのため、幕府領塩野町役所に御用金が割り当てられ、当役場の支配下にあった雷村からは百姓の長七に8両の御用金が割り当てられた。

### 近代

#### 雷における戊辰戦争（庄内戦争）
山北で繰り広げられた戊辰戦争はほとんど庄内軍と政府軍の争いであったため「庄内戦争」と呼ばれていて、庄内戦争において雷村は関川口に通ずることから戦乱の舞台となった。1868年（慶応4年）7月下旬から8月上旬にかけて新潟、村上が陥落し庄内軍の戦線が国境（現在の新潟県と山形県の県境）までせまると鼠ヶ関口、小名部口に加えて関川口にも守備隊を設けることになり、8月半ばから関川村と雷村の山中に胸壁を築いた。8月27日に斥候を出すと、政府軍兵士が山熊田の大日峠に胸壁を築いていることが分かった。そのため、関川口守備隊は翌28日午前2時頃に雷村を後にして川、山を越え三方に分かれ襲撃した。この時の様子が、庄内軍の小隊長和田東蔵の実践記録「戊辰庄内戦争録」に残されており、「焚き火をしていた数名の番兵が襲撃に慌てて武器をうち捨てて胸壁内の小屋に逃げ込んだ」と記されている。この襲撃は功を奏し、政府軍高鍋藩（現在の宮崎県）の司令官のほか6つの首を取り、多くの戦利品を得た庄内軍の圧勝であった。しかし、その後政府軍の反撃により雷村は激しい銃撃戦の舞台となった。関川口の攻防を含む3つの羽越国境（他中浜、小俣）を中心に、激しい戦いが8月下旬から9月初めにかけて繰り広げられたが、庄内軍は孤立していた。米沢・仙台藩の戦況も不利であったため9月半ばに両藩続いて降伏。そして、庄内藩も9月17日に降伏し庄内戦争は幕を閉じた。
明治政府が地方制度を整え新しい政治を目指し、そのための政策の1つとして1873年（明治6年）に地租改正の法令を発布。地租改正は時間のかかる大事業であったため、山北でも3、4年かけて1877年（明治10年）にやっと終えたほどで、耕地の少ない雷村でも村の面立ちが延べ60日、他の人足も作業に延べ166日駆り出される状態であった。また、指示をする役人が出張で長期滞在するため村で食事や宿を用意する必要があり、雷村では役人のまかないが350にまでのぼった。尚、事務用品や測量用具、土産などの経費も全て村人に割り当てられ徴収された。雷村には「地券入費附立帳」「地券人足控帳」「地券ニ付新潟入費割付帳」などの地租改正の史料が残されている。地租改正で村には多大な負担を強いられたあげく、農民にかけられた地租はこれまでより高いものとなった。地租は宅地や田畑に限らずありとあらゆる土地にかけられ、合計125円35銭となった。これを当時の米に換算すると、約42.6石で江戸時代よりも重い負担であった。新潟県全体では以前の税に比べ28％増加していた。これに農民が激しく抵抗し各地で地租改正反対一揆が起きたため、1877年（明治10年）に政府は税率を下げることとなった。
1924年（大正13年）に雷に電気が引かれる。同年秋の夕方、伊藤六助家の前の電柱で初めて電燈が点くということで、村人が集まった。
雷では日露戦争の頃から、政府指導のもと兵役や出征兵士の留守家族に労力奉仕をしていた。当時の区長引き継ぎ書類によると、1902年（明治35年）から稲作の時期は村の人々が現役軍人の留守家族の手伝いをしていたと記録されている。更に、1939年（昭和14年）の史料「勤労奉仕一覧表」にも同様の記録が残されており、毎月4日を軍人家族への勤労奉仕日と定めていて、5月から10月の農作業を手伝っていたとある。尚、これは1945年（昭和20年）の終戦まで続けられていた。

### 現代

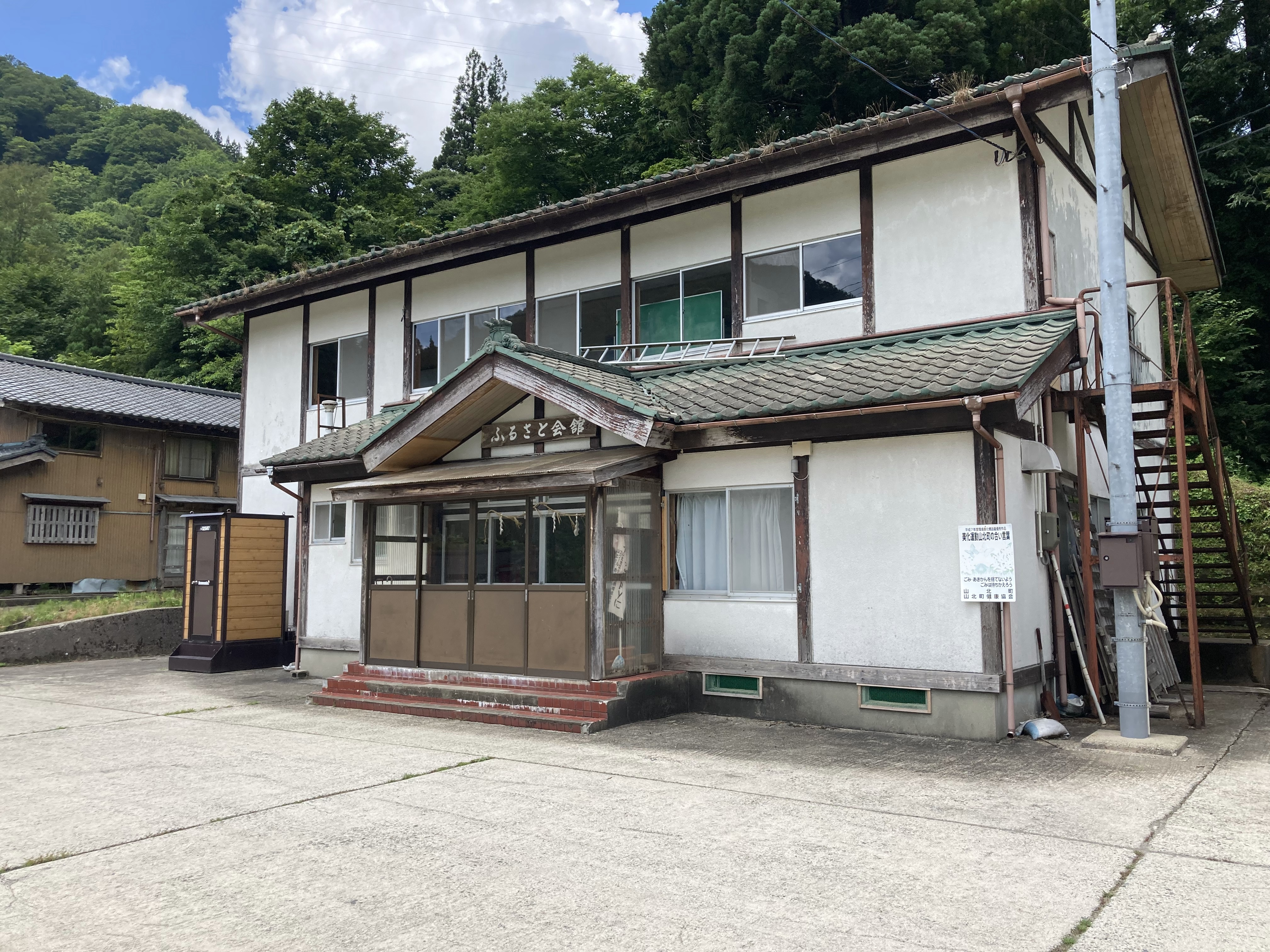
雷のふるさと会館

戦後の食糧不足のため米の増産が急務とされていたが、1948年（昭和23年）頃に長野県で保温折衷苗代が開発され、この技術により米の収穫を飛躍的に伸ばすことが可能となった。1950年(昭和25年)、中俣村・大川谷村兼任で農業改良普及員風間謙治が着任したことにより、山北でも当技術が普及。特に保温折衷苗代は雷のような積雪地に適しているため、農事研究会を立ち上げ活発に指導を受け、以前の倍以上の収穫量をあげることに成功した。

## 教育

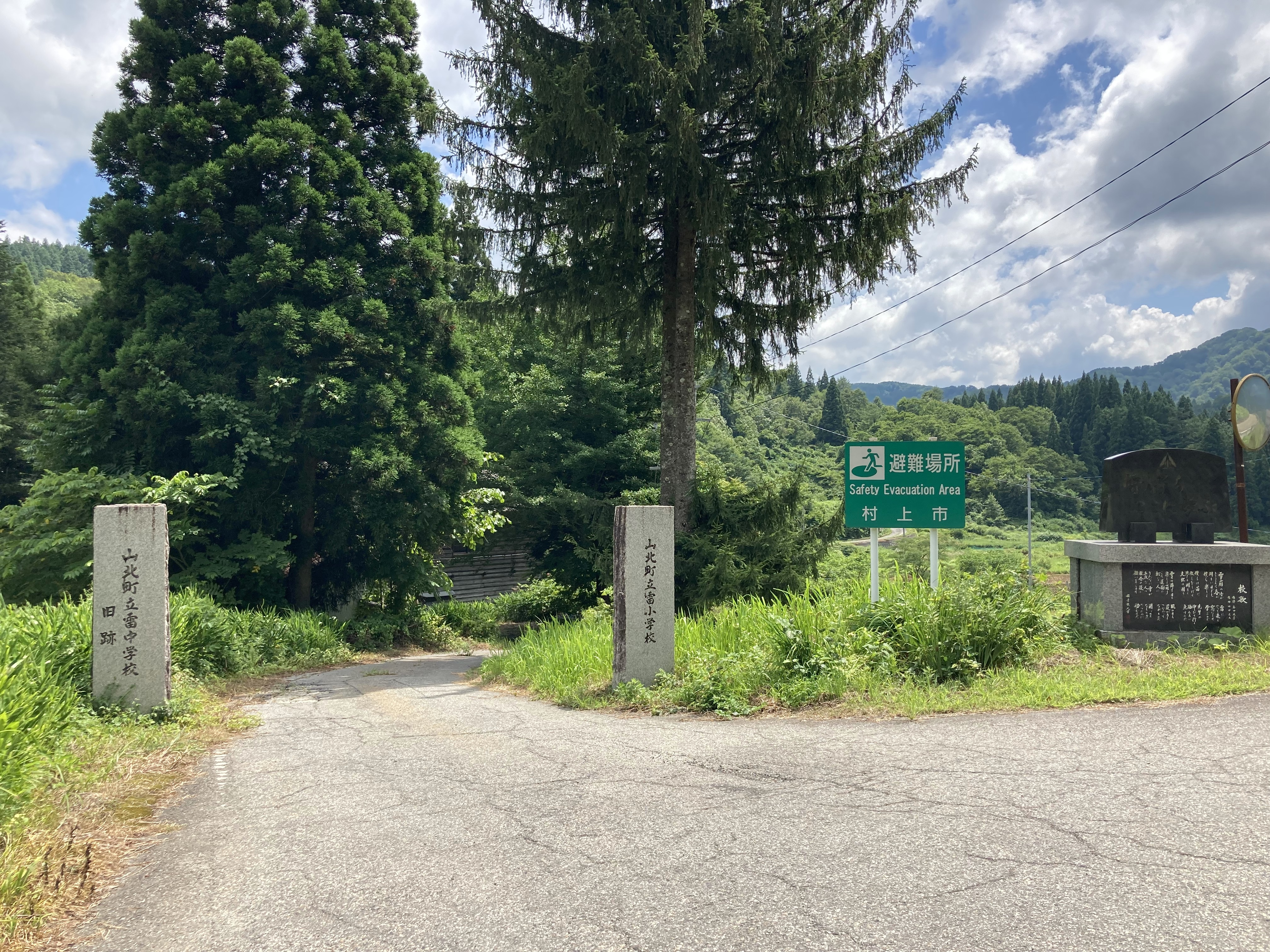
雷小学校校門

雷では学制が発布される前から、村の子供達に教育が施されていた。庄屋の木村長七家や雷板書役人の末裔伊藤六助家の当主が家業の傍ら子供達に手習いをしていた。朝書いた手本を子供たちに渡し山仕事へ行き、その間に子供達が師匠の家で勉強し、午後2、3時頃に仕事から帰ってくると指導をするというものだった。
学制が発されたあとは、小学小俣校雷教場が1880年（明治13年）に創設され、4年後の1884年には校舎を新築し独立。また、1902年（明治35年）には分教場として山熊田校が開設された。学制では、学校の設置や維持費は町村と生徒の親が負担するものと考えていた為、小規模の村での学校運営は困難であった。その為、1903年（明治36年）雷では有志の話し合いの末、「雷学資講」を作った。これは41年満期の無尽で、雷以外に小俣・中継・大代・山熊田・山形県関川からも講員を募集した。1922年（大正11年）には学区全戸で組織する「雷学区教育資金積立会」を設立。子供の誕生や家の新築などの祝い事があるたびに、志を寄付してもらい、それを積み立てて学校経費に充てた。1926年（大正15年）までにその額は約3,000円にまでなった。

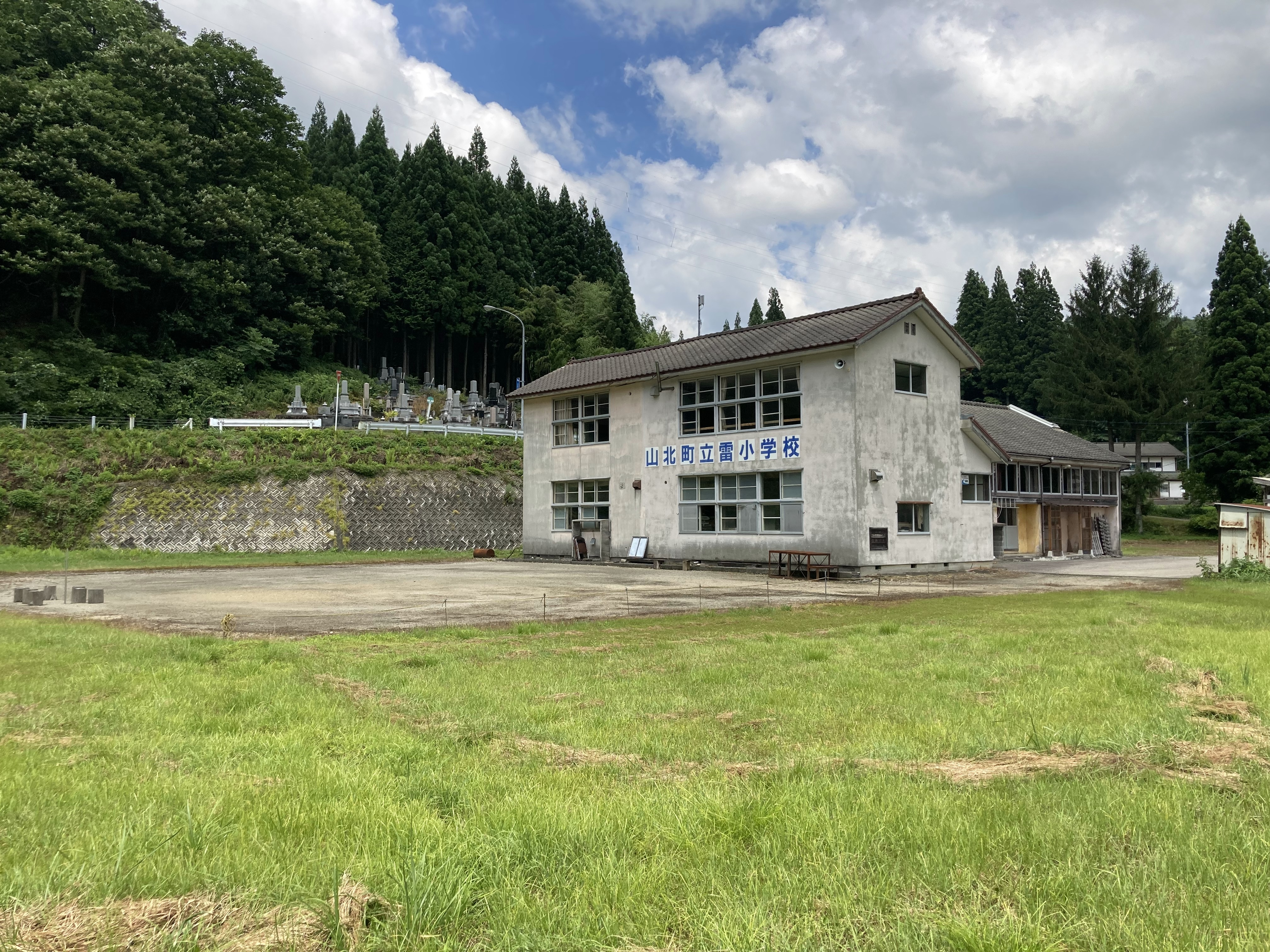
雷小学校跡

昭和40年代から過疎化が進み、1968年（昭和43年）に雷小学校大代分校が小俣小学校に統合。また、1973年（昭和48年）には中俣中学校雷分校が独立し小学校と併設となり、雷小中学校となった。また、1990年（平成2年）に雷中学校は大川谷中学校に統合された。

## 文化・慣習
サイドサマ
サイドサマは雷集落の伝統行事の「塞の神」の名称。小正月の2月15日前後に行われる。まず集落内の小中学生がかまくらを作り、その中に神様を祭りお供物をする。その後、雪の上に5メートル程の枝が沢山ついた木を立て、そこに各家庭の稲藁や正月の飾りを木にたてかける。夕方になるとこれに火を付けて燃やし、家内安全・無病息災・子孫繁栄を祈願し火が消えるのを待ち、その後灰を顔に塗ったりする。

## 産業・生業

### 塩木切り
山北では薪を「塩木」と呼んでいたため、山から薪を切り出すことを「塩木切り」と呼んでいた。山間の村では山で薪を切り出し、川に流して運び、それを売って生活の足しにしていた。1712年（正徳2年）の村明細帳に、出羽街道に沿った黒川俣組各村の作間稼ぎ（副業）について書かれており、11村のうち10村が作間稼ぎで塩木切りをしていて、雷でも塩木切りが行われていた。1751年（寛政4年）の雷村の記録には「雷村は山間農村の為、昔から山で自由に塩木切りをしていて生活の足しにしてきた」と書かれていた。当時、どこの村も村山があり個人所有の山など無かった。しかし、それでは不都合であると考え、村山の一部を百姓一人一人の持分を決めて分けていた。
明治時代に入ると更に塩木切りは盛んになった。雷では村の共有林で塩木切りをさせて、切り出した量に応じて税のような「塩木山手銭」と呼ばれる金銭を村に払わせていた。1910年（明治43年）に切り出した塩木は1200棚に上った。昭和10年代ごろまでは一戸100棚まで切って良いとされていたが、それ以降は部落の話し合いの末一戸50棚に制限された。
塩木切りは春過ぎに始まり、山に入って自分が切る範囲を決めて山小屋を作っておく。その後、7月20日前後に山へ入り「土用なめき」と呼ばれる木を薙ぎ倒し乾燥させる作業に入る。20日間のなめきで大体50棚になる。「なめき」を終えると木を塩木（薪）にするため、1尺5、6寸（47、48センチメートル）に切り、まとめて積んでおく。これらは3～4人で組になり、前述した小屋に泊まって作業が行われる。そして10月頃に川の堤に運び、川の流れを利用し府屋の浜まで運ぶ。
また、多くの村が大川を利用し塩木が運ばれていたため、村を識別する「村ばん」と個人を識別する「家ばん」が鉈や鉞で塩木一本一本を打たれており、それを元に府屋で仕分けられていた。
塩木切りは炭焼きが盛んになった大正・昭和でも林業の中心として行われていて、昭和10年代まで続いた。

### しな織り
しな織りは古くから織られている民芸品で科（しな）の樹皮の繊維で織った布を用いる。6月頃に男性陣が山から科の皮を剥ぎ、それを女性陣が加工していく。まず荒皮の下のあま皮を丸め、灰汁で煮て柔らかくしてから乾かす。乾いたものを細かく割き、この作業は「シナサキ」と呼ばれている。次に「シナウミ」と呼ばれるつなぎ合わせる作業をして、一本に長くつないだものを「シナヨリ」という糸車にかけてよりをかける作業に移る。その後、「ワクカケ」「ワクウツシ」など多くの工程を経て、最後の「シナバタ」で織り、しな布が完成する。山間地区のため自給自足の生活であったことと、冬季は雪が積もり仕事がないことから、老人や女性の仕事として長く続けられた。前述したように、自給自足のために織られていたため、戦後まで商品として売買はされていなかった。木綿が伝わってくるまでは、しな布は仕事着に用いられていて、他には藤布が使われていた。また日常生活では、麻布が用いられていた。

### 林業
1881年（明治14年）の森林法制定に伴い政府が植林を奨励したことで、各地で森林組合が作られた。それに肖り、1899年（明治32年）に雷では青年達が消防ポンプを買う目的で過ぎを植林。それに感化され1911年（明治44年）に雷消防組、1915年（大正4年）には雷部落の事業として植林が行われ10,000本が植えられた。

### 金融業
江戸時代には銀行のような金融機関が無かったため、無尽講がその役目を担っていたが、明治時代に入ると政府が先進国を模倣し各地に国立銀行を作った。村上でも1878年（明治11年）に士族を株主とする第七十一国立銀行ができたが、経営に行き詰まり、銀行は地元有力達に委ねられ、株式会社村上銀行が1898年（明治31年）にできた。それから山北の各地に代理店ができたが、一般人は銀行を利用せず無尽講や財産家からの借金に頼っていた。そのため雷ではその時期にも複数の無尽講が存在しており、雷小学校の校舎建築のための「雷学資講」や個人の火災復興のための「間与吉発起無尽講」「木村マツ発起無尽講」などが主な例である。これらは特定の目的のもと始められたのだが、のちに金が必要な会員が利用するようになり、その利息で出資した金が仕組みとなっていった。そのため雷以外の地域の会員もいて、中には山形県鼠ヶ関の会員もいた。これは太平洋戦争ごろまで続けられた。

### 養蚕
政府が県や市町村を通じ養蚕の奨励をしていたため、明治20年代にはほとんどの農家が養蚕をしていた。雷では「蚕糸業組合」が設立され、毎年役場に収穫量を報告をしていた。木村長七家の記録では、5月から6月にかけては「桑取り」「蚕仕事」「すが取り」のために人を雇っていたとある。

## 名所
石神平（いしがみだい）の石神
石神平と呼ばれる場所に、祠に祀られている石神がある。以前は地震や洪水により土砂に覆われていたが、昭和50年頃に山熊田と雷を結ぶ代行林道が開設されるため当地を掘削した際、無傷のまま掘り出すことに成功。これに携わった工事作業員が祠を作りそこに祀った。

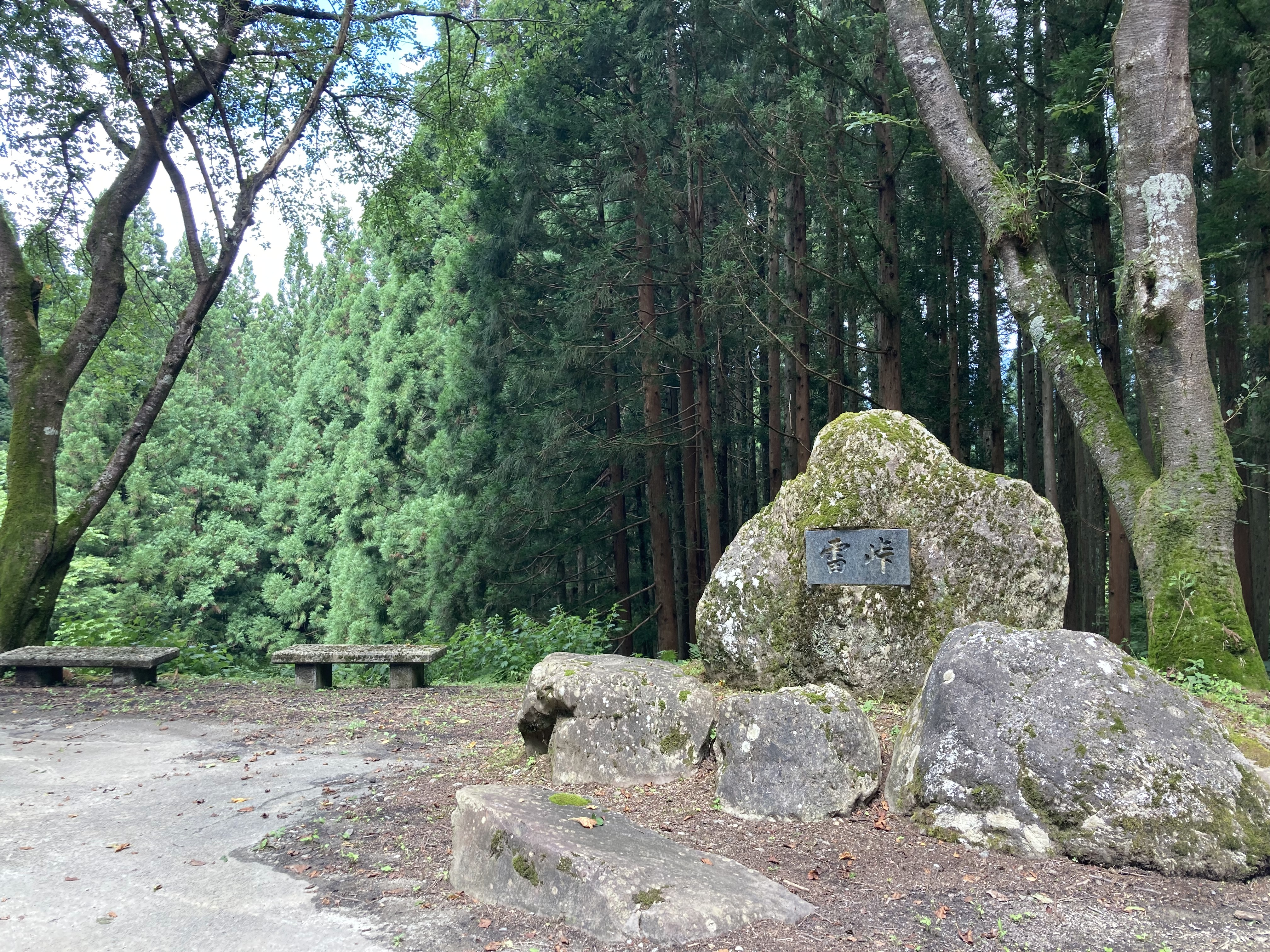
雷峠
雷峠は県道52号山北関川線の新潟県と山形県の境に位置するが、1960年（昭和35年）にこの道路が開通する以前は、違う雷峠が利用されていた。また、雷峠では狐が化けて出るといった伝説がある。

## 伝説・伝承
火除け地蔵

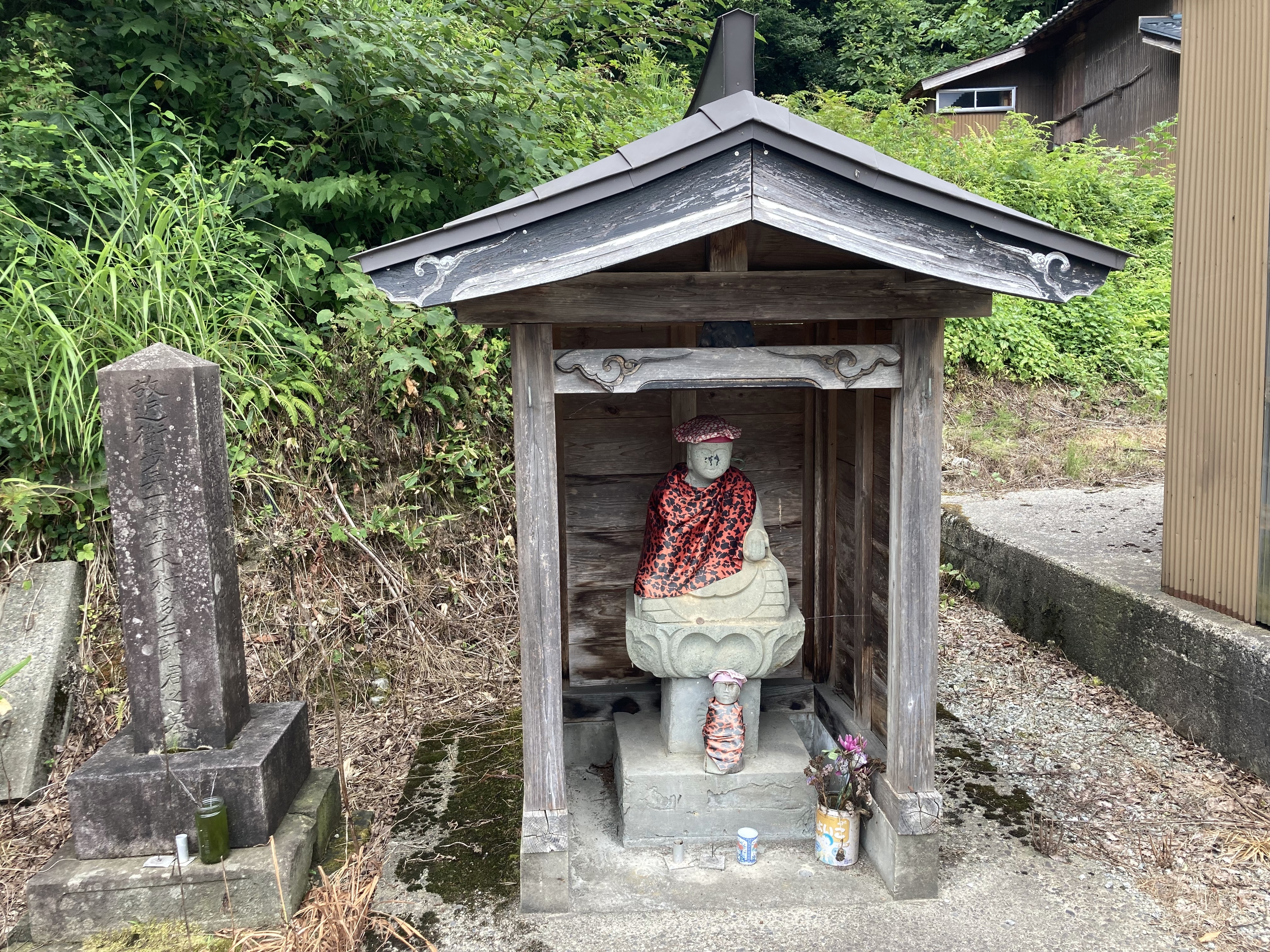
雷の地蔵

180年以上前、雷で集落全体を覆うほどの大火事が起きた。しかし、燃え盛る集落の民家の屋根に地蔵が上り箕で扇いだところ次第に炎の勢いが弱まり鎮火。集落のほとんどが焼けたが、地蔵のおかげで3軒だけは残った。それからその地蔵は「火除け地蔵」と呼ばれ当初は七兵衛家で祀っていたが、後に集落で祀るようになった。

## 交通

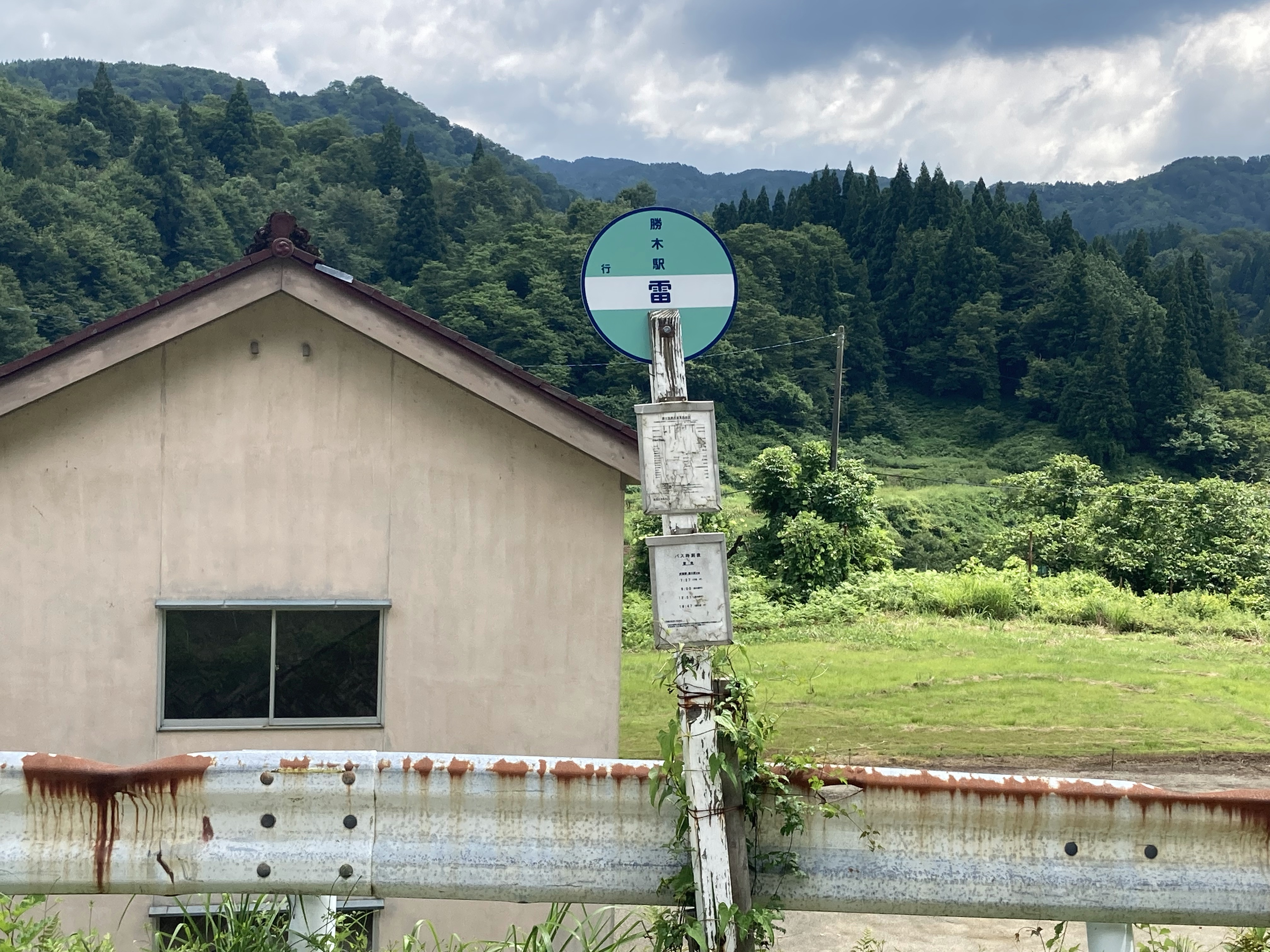
雷バス停

勝木駅・府屋駅方面から新潟交通観光バスの路線バスが運行されている。

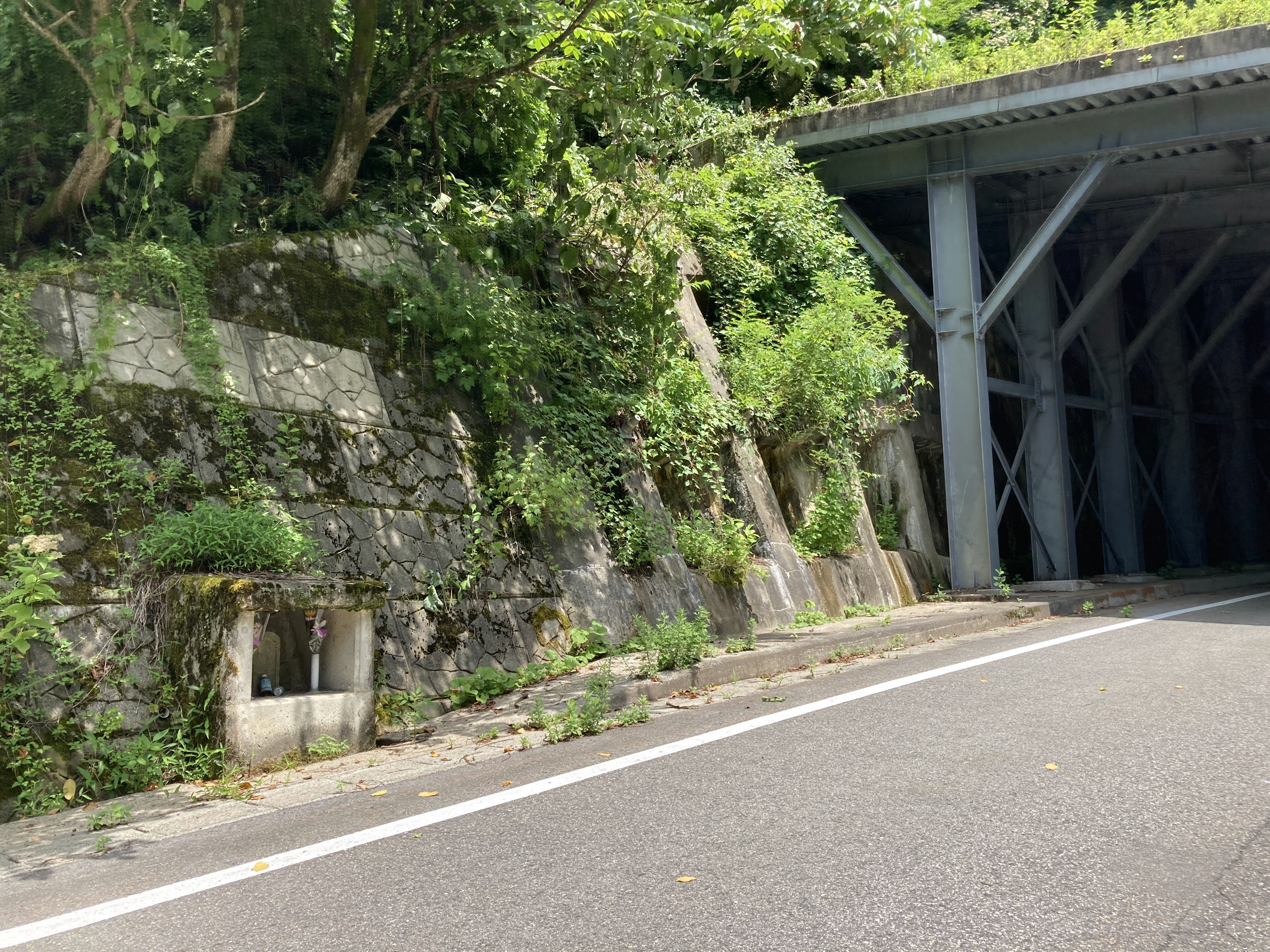
雷の馬頭観音とスノーシェッド

明治時代後半に最も古い道路ができたが、集落の入り口にへつり（急斜面）があったため道路は危険な状態だった。当時、荷物の運搬は人が背負うか、馬の背に付けて運んでいたため、へつりの入り口と出口には交通安全を祈り馬頭観音が祀ってあった。その後、この道路は県道に昇格しアスファルト塗装されてスノーシェッドが設置された。それに伴い馬頭観音もスノーシェッド入り口に移動された。